# Doamna și Vagabondul
Doamna și Vagabondul (titlu original: Lady and the Tramp) este un film de animație american din 1995 produs de Walt Disney.
În limba română vocea lui Peg este asigurată de Dalma Kovacs. 